# 上海市大同中学
上海市大同中学是一所上海中学，是市教委首批命名的上海市实验性示范性高中。学校位于上海市黄浦区南车站路353号。

## 历史
创建于1912年，前身是上海大同大学。校名出自《礼运 大同篇》。知名校友有钱其琛、曾培炎、钱正英、严济慈、于光远、华君武、朱建华。